# Liste der Stolpersteine in Kiedrich
In der Liste der Stolpersteine in Kiedrich werden die vorhandenen Gedenksteine aufgeführt, die im Rahmen des Projektes Stolpersteine des Künstlers Gunter Demnig bisher in Kiedrich verlegt worden sind.

## Verlegte Stolpersteine
| Adresse                              | Name             | Inschrift                                                                   | Verlegedatum  | Bild                         | Anmerkung |
| ------------------------------------ | ---------------- | --------------------------------------------------------------------------- | ------------- | ---------------------------- | --- |
| Scharfensteiner Straße 16 (Standort) | Gerson Stern     | Hier wohnte Gerson Stern Jg. 1874 Flucht 1937 Palästina überlebt            | 16. März 2010 | Stolpersteine Familie Gerson | Gerson Stern war ein deutscher Schriftsteller. Er gehörte in Jerusalem zum Freundeskreis um Schalom Ben-Chorin (1913–1999) und Else Lasker-Schüler (1869–1945), die er bereits in Elberfeld kannte. Sein Schwager war der bekannte israelische Botaniker Michael Evenari (ehm. Walter Schwarz; 1904–1989). |
| Scharfensteiner Straße 16 (Standort) | Erna Stern       | Hier wohnte Erna Stern geb. Schwarz Jg. 1894 Flucht 1937 Palästina überlebt | 16. März 2010 | Stolpersteine Familie Gerson | |
| Scharfensteiner Straße 16 (Standort) | Joel Harry Stern | Hier wohnte Joel Harry Stern Jg. 1920 Flucht 1937 Palästina überlebt        | 16. März 2010 | Stolpersteine Familie Gerson | |